# Лоопре (Паюзі)
Ло́опре (ест. Loopre küla) — село в Естонії, у волості Паюзі повіту Йиґевамаа.

## Населення
Чисельність населення на 31 грудня 2011 року становила 29 осіб.

## Географія
Село розташоване між селами Паюзі та Калана.